# Trest smrti v Brazílii

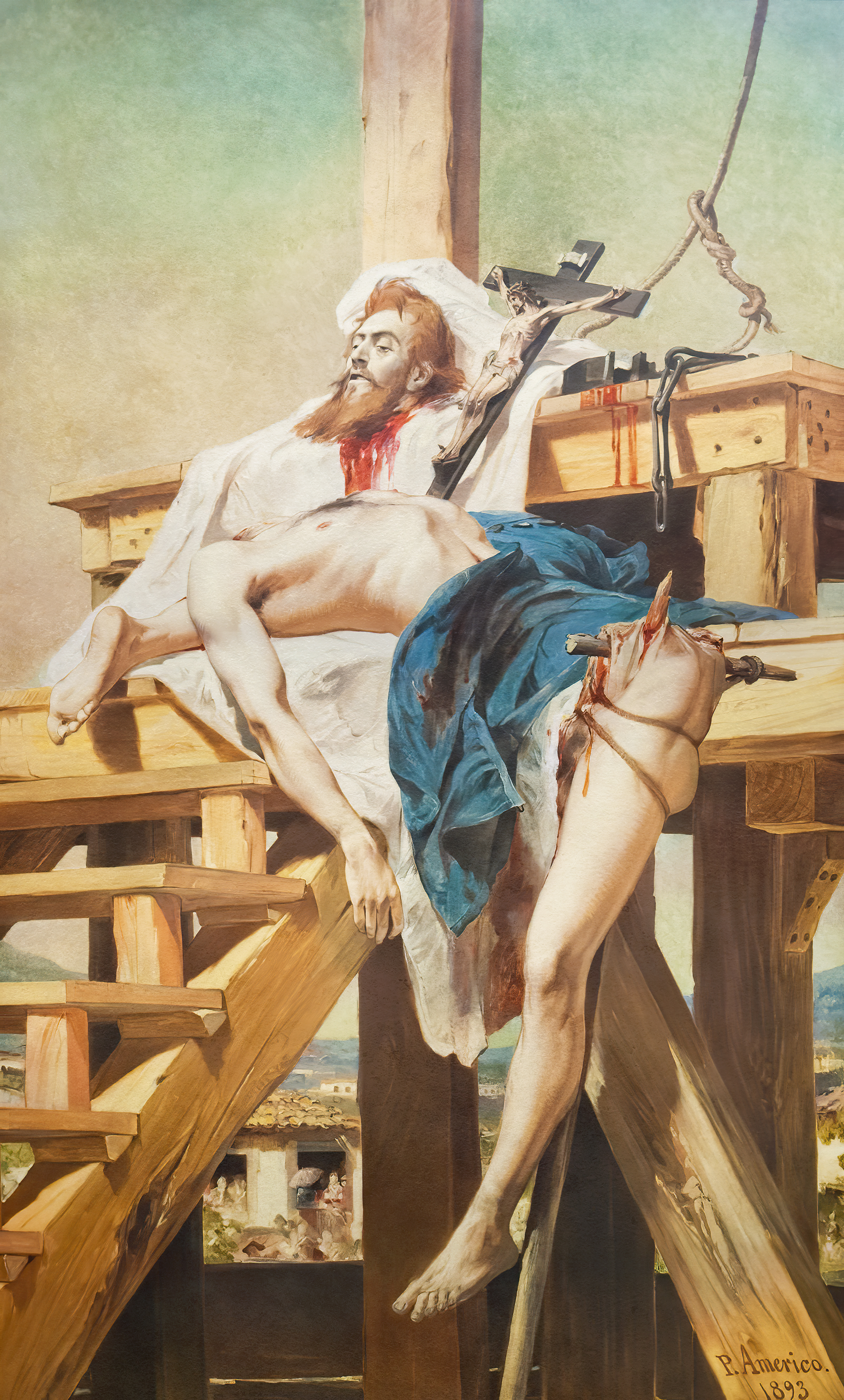
Národní hrdina Tiradentes, byl rozčtvrcen portugalskými silami 21. dubna 1792 za svou účast v hnutí za nezávislost Inconfidência Mineira

Trest smrti v Brazílii je legální, i když dlouho nepoužívanou formou trestu. Poslední zaznamenaná poprava byla v Brazílii vykonána v roce 1876. Avšak podle článku 5, XLVII federální ústavy je trest smrti stále legální za zločiny spáchané během války podle vojenského práva. Brazílie se tak řadí po boku Salvadoru, Peru, Chile, Guatemaly, Izraele a Burkiny Faso mezi "abolicionisty za běžné zločiny".

## Historie
Poslední zaznamenanou popravou v Brazílii je poprava zotročeného muže jménem Francisco, ke které došlo v Pilaru v Alagoasu dne 28. dubna 1876. Poslední poprava svobodného muže byla podle oficiální záznamů vykonána 30. října 1861, kdy byl v Santa Luzia ve státě Goiás oběšen José Pereira de Sousa. Poslední popravenou ženou v Brazílii podle dostupných záznamů byla otrokyně Peregrina, která byla popravena 14. dubna 1858 (některé zdroje uvádějí 13. dubna 1858) v Sabará ve státě Minas Gerais. Katem byl v tomto případě otrok Fortunato José. Později bylo zjištěno, že byla Peregrina nevinná.
I když byly do konce Brazilského císařství vynášeny nové rozsudky smrti, všechny tyto rozsudky vynesené po roce 1876 však brazilský císař Petr II. Brazilský zmírnil a to jak v případě svobodných občanů, tak otroků. Za civilní zločiny však byl trest smrti oficiálně zrušen až po vyhlášení republiky v roce 1889. Nebyl však zrušen pro některé vojenské zločiny spáchané ve válečném stavu.
Ústava z roku 1937, která v zemi platila během diktatury Getúlia Vargase Estada Nova, umožnila spravedlnosti odsoudit vězně k trestu smrti za zločiny přesahující vojenské přečiny v době války. Podle všeobecného přesvědčení byl integralistický spisovatel Gerardo Mello Mourão v roce 1942 odsouzen k trestu smrti za špionáž pro mocnosti Osy. On sám však tvrdil, že byl odsouzen pouze k trestu odnětí svobody na doživotí. Podle jeho tvrzení nikdy k trestu smrti odsouzený nebyl, jak tvrdí historici a "zlí jazykové". Ve skutečnosti neexistují žádné záznamy o vykonaných popravách během platnosti této ústavy, která skončila v roce 1946.
Od roku 1969 do roku 1978 během vojenské diktatury byla poprava opět legální formou trestu za politické zločiny, které způsobily něčí smrt. Za těchto podmínek byl k trestu smrti odsouzen Teodomiro Romeiro dos Santos, bojovník brazilské Revoluční komunistické strany, na základě obvinění ze zastřelení seržanta letectva a postřelení příslušníka federální policie. Santos je tak považován za jediného člověka odsouzeného k trestu smrti během republikánské historie Brazílie. Jeho trest byl v roce 1971 změněn na doživotí. Neexistují žádné oficiální záznamy o popravách, které se konaly během vojenského režimu. Stejný režim však byl zodpovědný za nejméně 300 mimosoudních poprav svých odpůrců.
Trest smrti za všechny nevojenské delikty byl v Brazílii zrušen ústavou z roku 1988. Zůstal zachován pouze za vojenské trestné činy jako velezrada, vražda, genocida, zločiny proti lidskosti, válečné zločiny a terorismus spáchané během válečného stavu. Jedinou legální metodou popravy je zastřelení popravčí četou. Vojenský trestní řád uvádí, že by tento trest měl být ukládán pouze v krajních případech a že prezident může odsouzenému udělit milost. Brazílie se však od konce druhé světové války nezapojila do žádného velké ozbrojeného konfliktu.

## Právo
Brazilská ústava z roku 1988 výslovně zakazuje použití trestu smrti systémem trestní justice. Trest smrti však může být podle mezinárodního práva použit v případě vyhlášení války za podmínek čl. 84 odst. 19 Ústavy. Ve stejném článku, který odkazuje na trest smrti, také zakazuje používání doživotních trestů, čímž je Brazílie jednou z mála zemí, která kromě trestu smrti zrušila i trest odnětí svobody na doživotí. Podle brazilského trestního zákoníku může občan strávit ve vězení maximálně 40 let.
Brazílie je smluvní stranou Protokolu Americké úmluvy o lidských právech o zrušení trestu smrti, který byl ratifikován 13. srpna 1996. Podle mezinárodního práva je "uplatnění trestu smrti v době války na základě odsouzení za závažný zločin vojenské povahy spáchaný za války" přípustné. Článek 2, odstavec 1 Druhého opčního protokolu Mezinárodního paktu o občanských a politických právech, jehož cílem je zrušení trestu smrti, umožňuje členům učinit výhradu k těmto podmínkám v době ratifikace nebo přistoupení k protokolu.

## Průzkumy veřejného mínění
Datafolha, institut pro výzkum veřejného mínění napojený na noviny Folha de S.Paulo, prováděl od počátku 90. let 20. století každoroční průzkum týkající se přijetí trestu smrti v brazilské společnosti. Většina z těchto průzkumů ukázala, že většina Brazilců je pro trest smrti. Průzkum veřejného mínění z roku 2008 však naznačil, že v této otázce již neexistovala jasná většina pro zavedení trestu smrti. Rozdíl mezi pro a proti byl pouze 1 %, které je v mezích chybovosti průzkumu. Výsledky byly podobné průzkumu z roku 2000 provedeného stejným institutem, kdy schvalování trestu smrti prudce pokleslo, posléze se v dalších letech však opět zvýšilo. Noviny uvádí, že případy vražd, kterým se více věnovala masmédia, jako například smrt chlapce João Hélia (tento případ také otevřel debatu o věku trestní odpovědnosti), mohou ovlivnit výsledek průzkumů. Do roku 2018 výrazně vzrostla podpora používání trestu smrti. Nejvíce zastánců tohoto trestu je v kategorii lidí ve věku 25 až 31 let.